# 磯貝奈美
磯貝 奈美（いそがい なみ、1996年1月21日 - ）は、日本のアイドル、女優である。
東京都出身。イトーカンパニーリセ所属。身長158cm
趣味は鳩のモノマネ・くしゃみ芸。また、ダンスを特技としている。6年生のときの運動会では、青組の副団長を引き受けた。

## 来歴
2007年10月、通っている地元のダンススクールで現事務所のマネージャーにスカウトされ、芸能界入り。
2008年10月 - 放送の『スクラップ・ティーチャー〜教師再生〜』三島奈美役でドラマデビューを果たす。

## 人物
- 趣味はバスケットボールと絵を描くこと
- 8歳からダンスを始め、現在も続けており、多種のダンスを踊ることが出来る。
- 顔に似合わず、ハスキーな声をしている。
- 将来の目標は事務所の先輩でもある、蒼井優のような女優になること。

## 趣味・嗜好
- 好きな食べ物はカレーライス、バナナ。嫌いな食べ物はブロッコリー、カリフラワー（笠の部分）。
- 好きな映画は『リンダリンダリンダ』。
- 好きな漫画は『僕の初恋をキミに捧ぐ』。
- 好きな芸能人は上地雄輔。

## 出演

### 映画
- おとこのこ（2011年、松永大司監督）

### テレビドラマ
- スクラップ・ティーチャー〜教師再生〜（2008年10月期、NTV） - 三島奈美 役（レギュラー）
- ブルドクター 最終話（2011年9月14日、NTV） - 奥山の娘 役（ゲスト）

### CM
- セガトイズ 「スプレーアート」（2008年）

### ショートムービー
- 「TDS たとえば、どこでもない、空の下で。」

### 雑誌
- ワニブックス UP to boy
- オリコン・エンタテインメント「月刊De-View」
- 月刊オーディション